# Perubahita longifalx
Perubahita longifalx är en insektsart som beskrevs av Rauno E. Linnavuori och Delong 1978. Perubahita longifalx ingår i släktet Perubahita och familjen dvärgstritar. Inga underarter finns listade i Catalogue of Life.